# (2760) Kacha
(2760) Kacha – planetoida należąca do zewnętrznej części pasa głównego asteroid okrążająca Słońce w ciągu 7 lat i 358 dni w średniej odległości 3,99 j.a. Została odkryta 8 października 1980 roku w Krymskim Obserwatorium Astrofizycznym w Naucznym na Krymie przez Ludmiłę Żurawlową. Nazwa planetoidy pochodzi od miejscowości Kacza na Krymie, gdzie znajdowała się szkoła lotnicza, w której szkolono też kosmonautów. Przed nadaniem nazwy planetoida nosiła oznaczenie tymczasowe (2760) 1980 TU6.